# Iruerrieta

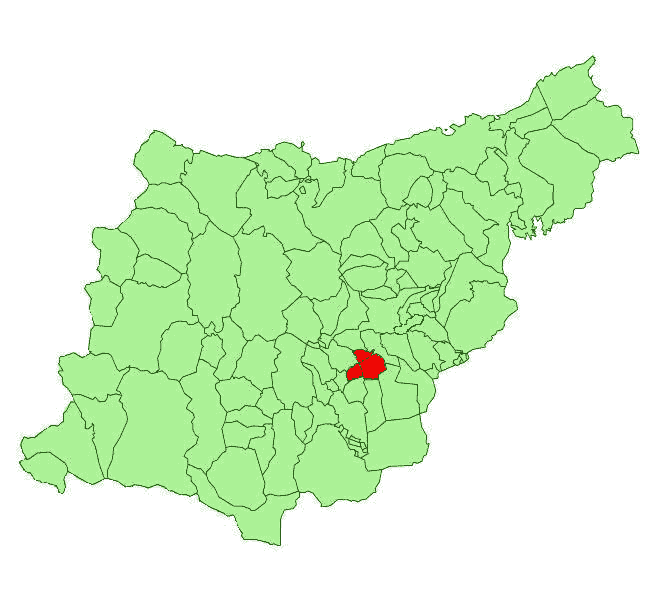
Localización de Iruerrieta en el mapa de Guipúzcoa.

Iruerrieta fue un municipio de la provincia de Guipúzcoa (España). Se situaba en la comarca de Tolosaldea, en el valle medio del río Oria.
Nació en 1967 por la fusión de los municipios de Icazteguieta, Orendáin y Baliarrain. El municipio desapareció en 1991 cuando los tres municipios que lo habían integrado se separaron nuevamente.
Su nombre significaba en euskera "lugar de los tres pueblos". La capitalidad del municipio se encontraba en Icazteguieta. La población del municipio rondaba los 800 habitantes hacia 1970 y había descendido a cerca de 640 en el momento de su disolución. La extensión del municipio era de 13,7 km².